# Brigitte Bee

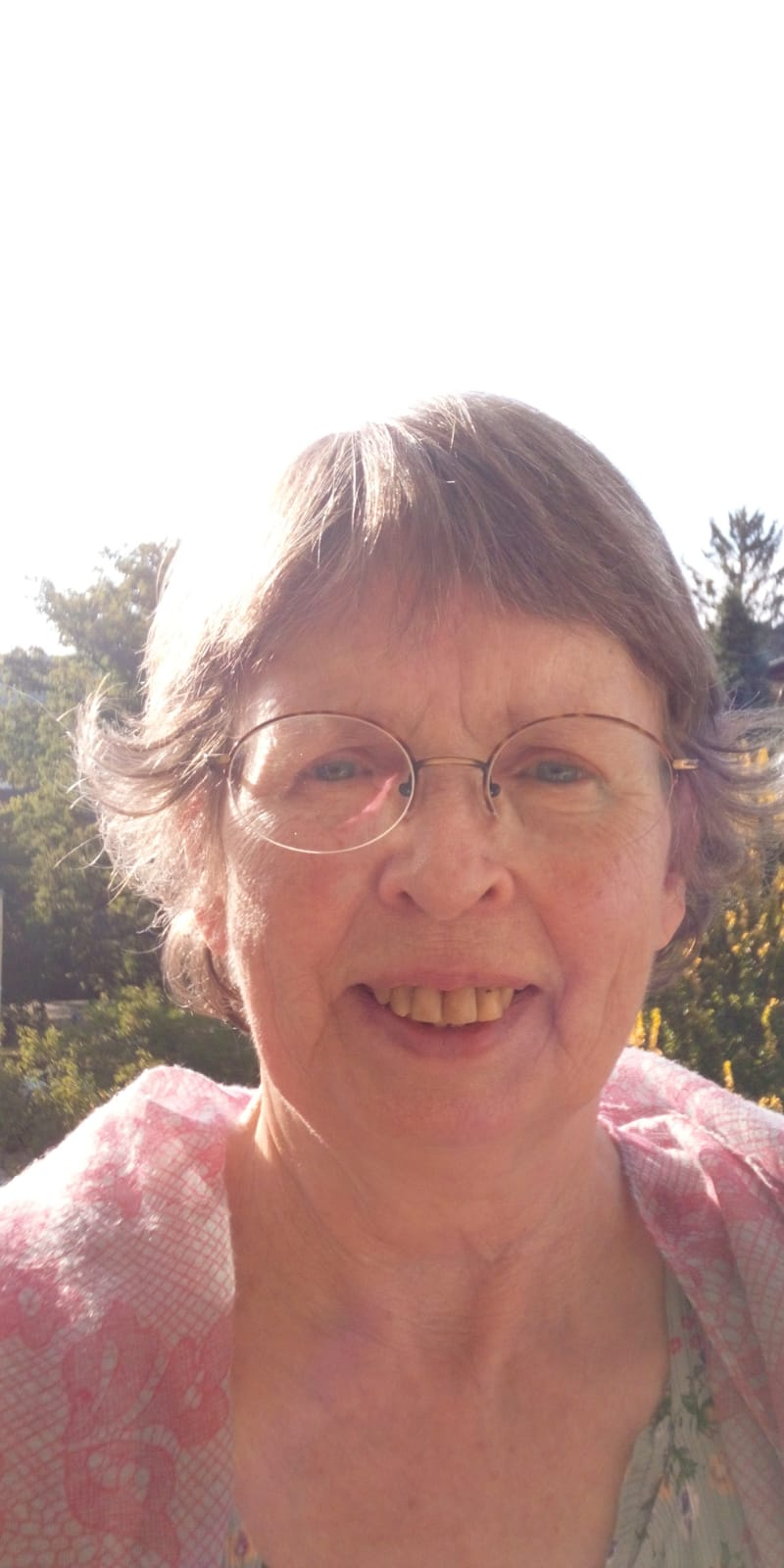
Brigitte Bee (2024)

Brigitte Bee alias Brigitte Brühl (* 20. Mai 1953 in Langenselbold als Brigitte Elsässer) ist eine deutsche Schriftstellerin. Sie veröffentlicht seit 1980 Lyrik-Bücher, Prosa, Kinder- und Unikat-Künstlerbücher, Hör- und Sprechstücke und Texte für das Musiktheater. Worterfindungen, Sprachexperimente und Klangmalereien sind dabei ihr Spezialgebiet.

## Leben
Nach dem frühen Tod des Vaters musste die Mutter den Lebensunterhalt alleine verdienen. Aufgrund einer Lungenerkrankung war Bee als Kind häufig krank. Das Abitur machte sie 1972 am Karl-Rehbein-Gymnasium in Hanau. Zum Studium ging sie an die Johann Wolfgang Goethe-Universität Frankfurt am Main. Im Jahr 1973 begann eine sechsjährige Ehe mit Jean-Gaston Brühl, einem Frankfurter Künstler und Fotografen. Mit ihm kam sie in Verbindung zur Frankfurter Künstlerszene. Ein Germanistikstudium schloss sie mit dem Zweiten Staatsexamen für das Lehramt ab. Wegen ihrer Erkrankung war es nicht möglich, den Lehrerberufs auszuüben; so machte sie danach das Examen als Diplompädagogin.
Ab 1981 arbeitete Brigitte Bee als freie Autorin bei Frankfurter Zeitungen (Auftritt, Pflasterstrand, FR, Umbruch) und begann mit dem Schreiben von Lyrik. Eine Begegnung mit dem Künstler Wolfgang Klee führte zu einer langjährigen Künstler-Partnerschaft. Ab 1980 veröffentlichte sie ihre Lyrik in Literaturzeitschriften und gab erste Kleinauflagen, Kinder- und Unikat-Kunstbücher mit Wolfgang Klee heraus. Brigitte Bees Zusammenarbeit mit Wolfgang Klee und seinem Sohn Franz Klee führte 1990 zur gemeinsamen Gründung der Musiktheaterwerkstatt „…dein Hackfleisch“ (heute: Frankfurter Musiktheaterwerkstatt). Franz Klee vertonte Texte von Brigitte Bee, u. a. „das Lybyrynth“. Unter musikalischer Leitung von Franz Klee kam es aus dem Ensemble zur Entwicklung von zahlreichen Stücken der neuen Musik. Sie wurden unter der Regie von Wolfgang Klee auf die Bühne gebracht. Letztes Stück in Zusammenarbeit mit Brigitte Bee war 2006 die Aufführung des Musiktheaterstücks „Das große Lybyrynth“ im Stadttheater Bern und dem Gallustheater Frankfurt/Main.
Der Schriftstellerkollege und Filmemacher Bernhard Bauser filmte viele Aufführungen von „…Dein Hackfleisch“ und machte Poesiefilme mit Wolfgang Klee und Brigitte Bee u. a. 1998/99 Ich war einmal am Meer und 2015 Die strömende Stille der Landschaft 2018 wurde eine neue Version veröffentlicht von Stimmenaufnahmen von spontanen Übersetzungen der Bee-Gedichte.
Brigitte Bee war 1984 mit ihrer ersten Lesung „Nachtschwärzen“ eine der Preisträgerinnen beim George-Orwell-Preis im Schloss Philippsruh Hanau. Bei ihrer Mitarbeit in der Klosterpresse Frankfurt/M. war sie 1985 Mitgründerin der „Freien Frankfurter Kunstausstellung“ und der „Galerie für schwarze Kunst“ im Karmeliterkloster Frankfurt. Sie gab ab 1987 kurzzeitig die Künstlerzeitschrift „Kunst-Biotop“ heraus und war Mitgründerin des „Walter-Schadt-Preises“. 1991 gründete sie den Künstler- und Autorenbuchverlag „Klosterpresse“. 1999 bis 2010 war sie Leiterin des Frankfurter Literaturtelefons des VS Hessen.
Ab 2000 erfolgte mit anderen Künstlern die Gründung des Stimmenarchivs von Schriftstellern aus Frankfurt und Umgebung. Von 2000 bis 2011 arbeitete sie als Dozentin für kreatives Schreiben, autobiografisches und meditatives Schreiben. Sie gründete die Frankfurter Schreibwerkstatt und war Herausgeberin der Zeitschrift „Projekt-Schreibwerkstatt“. Seit 2012 lebt Brigitte Bee in Bad Orb.

## Werke (Auswahl)
- Dein Halgock gispert gööl ins Geisch, Lyrik, Klosterpresse, Frankfurt/M. 1997.
- Ich war einmal am Meer, Lyrik, mit Zeichnungen von Wolfgang Klee Buchkassette Frankfurt/M. 1997, Kleinauflage. 1999
- Herr Fruchtlos, Kurztexte, mit Bildern von Cornelia Kube-Druener, Klosterpresse, Frankfurt/M., 1999.
- Vickis Sehnsuchts-Universum, Geschichten, mit Zeichnungen von Sigrid Palmer, Klosterpresse Frankfurt/M. 2002.
- Schokoparcours, Geschichten und Gedichte, Klosterpresse, Frankfurt/M. 2003, Neuauflage: Brigitte Bee Schoko-Parcours ein Alle-Jahre-Wieder-Weihnachtskalender, Araki Verlag, Leipzig 2014, ISBN 978-3-936149-18-0
- Paulus Plau plündert in Plickanlagen, Geschichten, Unikatbuch, Frankfurt/M. 2004.
- Wär ich ein Bär, Gedichte mit Illustrationen von Rudi von Borries. Hrsg. von der Frankfurter Malakademie, Frankfurt, 2005.
- Das Lybyrynth satirische Liebesgeschichten, Klosterpresse Frankfurt/M., 2006. Kleinauflage zur Uraufführung Das große Lybyrynth Text: Brigitte Bee, Komposition: Franz Klee, Musiktheaterstück der Gruppe „Dein Hackfleisch“. Uraufführung Stadttheater Bern 18./19. Januar 2006.
- Seit 2007 Vertonungen und Aufführungen mehrerer Haikus von Ulrich Theis[6] (Komponist f. neue Musik, Oboist) mit Iris Schwarzenhölzer (Sopran)
- Poesie der Jahreszeiten, 365 Haikus, in 4 Bänden, Frankfurt/M. /Bad Orb 2010 – 2013.
- Wirbelndes Sprechwerk – Wörtersonnen, Araki–Verlag, Leipzig 2013. ISBN 978-3-941848-15-3
- Aubeetal (Marie-José Aubrière, Brigitte Bee, Danielle Talbot): Blau gefiederte Engel – Anges aux plumes bleues, deutsche und französische Lyrik, Übersetzungen und Hrsg.: Kerstin Marklofsky, Araki Verlag, Leipzig 2016. (Anthologie.) ISBN 978-3-936149-21-0.
- mit Hilde Heyduck-Huth Der Kurpark Bad Orb – ein Loblied[7]. Cocon-Verlag, Hanau 2016.
- Nahseinsfeuer, Gedichte mit einem Nachwort von Bernhard Bauser. Araki Verlag Leipzig, 2017, ISBN 978-3-936149-26-5
- Von Querköpfen und Taugenichtsen. Geschichten aus dem Frankfurt der 80er Jahre, Hrsg.: Kunstraum Liebusch, BoD, 2020. ISBN 978-3-7526-2756-5
- Lisbeth lässt sich nicht unterkriegen - Geschichten über das Altwerden. Hrsg.: Kunstraum Liebusch, Frankfurt 2020, BoD. ISBN 978-3-7526-6196-5.
- Azur bring Helle - Lyrik und Namensanagramme. Hrsg.: Kunstraum Liebusch, Frankfurt/M. 2021, BoD. ISBN 978-3-7543-0410-5
- WortSchattenGeflüster. Geschichten und Gedichte, Hrsg. Kunstraum-Liebusch Frankfurt/M. 2022, BoD. ISBN 978-3-7562-2384-8
- Kunstraum-Liebusch (Hrsg.): Spazieren im MohnHonigTau. Norderstedt : Books on Demand, Frankfurt/M. 2023, ISBN 978-3-7578-0549-4.

## Auszeichnungen / Würdigungen
- 1984: Preisträgerin beim George-Orwell-Preis des Hanauer Kulturvereins[8]
- 1993 Preisträgerin bei „Gemeinsam gegen Ausländerhass“ der Mainzer Minipressen-Messe.